# Reconstrucció (Estats Units)
La Reconstrucció fou el període que seguí la Guerra Civil dels Estats Units i durant el qual els estats meridionals, que s'havien adherit a la derrotada Confederació, foren reintegrats a la Unió. La devastadora invasió unionista del sud, els atacs a objectius civils i la destrucció d'infraestructures, juntament amb la política econòmica que es va implementar al territori dels vençuts després de la guerra, van causar el sorgiment d'una amarga rancúnia de molts sudistes contra el govern federal.
Abraham Lincoln presentà un pla de reconstrucció, però l'immens cost humà de la guerra i els canvis socials que provocà van portar el Congrés dels Estats Units a admetre de nou els estats secessionistes sense imposar-los condicions, com ara la garantia de la llibertat dels negres alliberats. Tanmateix, s'aprovaren lleis per reintegrar els estats del sud: el Civil Right Acts, Reconstruction Acts i algunes esmenes.
Durant la Reconstrucció, el Partit Republicà prengué el control del govern dels estats meridionals als rebels demòcrates i arribaren a un acord sobre els requeriments per la readmissió.
Tots els estats del sud foren readmesos el 1870, però la Reconstrucció continuà fins al 1877, quan les eleccions presidencial del 1876 veieren Rutherford B. Hayes, que tenia el suport dels estats del nord, superar el seu adversari Samuel J. Tilden. Alguns historiadors afirmen que les eleccions foren guanyades per Hayes a canvi de la fi de la Reconstrucció: aquesta teoria defineix el resultat electoral com el compromís del 1877. No tots els historiadors estan d'acord amb aquesta interpretació; en qualsevol cas, es considera que aquesta data marca la fi de la Reconstrucció, car els blancs del nord havien perdut interès a intentar protegir els negres del sud dels sudistes blancs.
La fi de la Reconstrucció marcà la fi del breu període de drets i llibertats civils pels afroamericans del sud, que és on en vivia la majoria. El sud creà una societat segregacionista per mitjà de les "lleis Jim Crow" i on els membres de l'elit blanca sudista (anomenats "Redeemers") o "Bourbon Democrats") prengueren clarament el control mitjançant un sistema gairebé de partit únic, centrat al voltant de la influència dominant exercida pel Partit Demòcrata sobre la política local, un sistema que seria anomenat "The Solid South". A més, les masses de gent i a vegades fins i tot les autoritats blanques del sud començaren a practicar linxaments com a eina de terror, per tal de mantenir la població negra sota control i lluny del vot o, en qualsevol cas, d'exercir els seus drets.